# Karl Czernik
Karl Czernik (Colônia, 30 de dezembro de 1923 — Campinas, 16 de agosto de 1949) foi um ciclista brasileiro e figura histórica de Santo Amaro, em São Paulo.

## Biografia
Seus pais Karl Czernik e Catharina Czernik e toda a família se mudaram da Alemanha para o Brasil quando Karl tinha apenas nove meses de idade, a bordo do navio Belfideria, desembarcando no porto de Santos em 3 de outubro de 1924. A mudança ocorreu por conta de seu pai ter sido contratado para trabalhar na empresa Light and Power.
Durante sua infância estudou no colégio Paulo Eiró. Mais tarde tornou-se mecânico de bicicletas e montou oficina. Em 1939, incentivado pelo irmão e esportista João Czernik, iniciou sua trajetória no ciclismo. Em 1940 inscreveu-se na Federação Paulista de Ciclismo e, após associar-se ao Ciclo Clube de Vila Mariana, começou a participar das corridas ainda na 3ª categoria de ciclismo.
Em 1942, sagrou-se campeão paulista da 2ª categoria. Em 1943 passou para a 1ª categoria, passando a competir com os principais corredores da época.

## Corinthians
Em 1945, competindo pelo Esporte Clube Corinthians Paulista, participou de várias provas, entre elas as seguintes:
- Juiz de Fora - Rio - 2° lugar.
- Pirassununga - São Paulo (prova de 466 km) - 1° lugar.
- Em 1946 foi campeão paulista da 1ª categoria, e considerado o ciclista mais completo do estado.[1]
- Em 1947 tornou-se bicampeão paulista.

## Sociedade Ciclística Alda Alegrini
Em 1948 transferiu-se para a Sociedade Ciclística Alda Alegrini, sagrando-se tri-campeão paulista, com 12 provas vencidas.

## Morte
Sua trajetória de vitórias terminou tragicamente na cidade de Campinas, vítima de um mal súbito, enquanto participava da prova Volta do Interior.